# キバナツノゴマ
キバナツノゴマ（学名 : Ibicella lutea）は、被子植物の種であり、英名は、devil's claw（悪魔の爪）, unicorn plant（ユニコーンの植物）, martynia, proboscis flower（テングの花）, and ram's hornと呼ばれている。それは砂漠地域などの乾燥した条件で育つ。

## 特徴
本種は、南アメリカに自生しているが、アメリカカリフォルニア州のセントラル・バレーを含む世界の様々な半乾燥地域で外来種として定着している。キバナツノゴマは、不快な香りを持つ。花は黄色。花や葉の表面に短い腺毛を生成し、粘着性の分泌物で覆っている。昆虫は、その分泌物に捕らえられて死滅するが、キバナツノゴマは消化酵素を持っていないため、昆虫から栄養素を吸収しない。キバナツノゴマは原始の食虫植物（虫を捕えるが食虫植物に成りきれていない植物）であると考えられる。devil's claw（悪魔の爪）の名は、実としてできる黒い2つの爪を持つさやの形状に由来し、野生動物が誤って食べると喉に引っかかることもあるためこの名がある。サヤについている鋭い爪は、大型動物に引っ付くことにより、種を散布する方法として機能している。
キバナツノゴマは、華やかな花と好奇心を引くさやをつけることから観賞用として栽培されている。 若い果実は、ピクルスにして食べられている。ネイティブ・アメリカンは、そのさやをかご細工に使用する黒の染料の原料や道具として利用している。